# Халюты
Халюты (бур. Халюута) — деревня (в 1960-е гг. — село) в Усть-Удинском районе Иркутской области.

## Этимология
Название деревни (а также одноимённой реки в том же районе) образовано от бур. халюута, означающего «выдриный» (бур. выдра). По-видимому, название река могла получить из-за обитавшей там ранее популяции выдр. Хотя реки с названием Халюта отмечаются и в других местах.

## География
Деревня находится в 62 км от центра района.

## Население
По данным Всероссийской переписи населения 2010 года население НП составило 168 человек.

## Власть
Деревня в административном плане относится к Молькинскому муниципальному образованию Усть-Удинского района Иркутской области.